# Tatort: Das Mädchen mit der Puppe
Das Mädchen mit der Puppe ist ein Fernsehfilm aus der Krimireihe Tatort. Es ist der 14. Fall der Düsseldorfer Ermittler Flemming und Koch und die 330. Tatortfolge. Der vom Westdeutschen Rundfunk produzierte Beitrag wurde am 8. April 1996 auf Das Erste zum ersten Mal gesendet. Flemming und Koch haben es mit dem Tod eines südosteuropäischen Mädchens und den Menschenhändlern dahinter zu tun.

## Handlung
Kurt betreibt eine illegale Arbeitsvermittlung für Osteuropäer und vermittelt auch Frauen zu sexuellen Diensten. Ein junges kroatisches Mädchen, das er für erotische Fotos missbrauchen lässt, wird aufmüpfig. Als er es durch seinen Handlanger Stipe einschüchtern lassen will, kommt es zu Tode. Die Gangster legen die Leiche an einem nahe gelegenen See ab. Als die Leiche gefunden wird, erfahren Flemming und Koch, dass das Mädchen noch Jungfrau war und ihre Kleidung erst kurz vor ihrem Tod als eine Art Kostüm angelegt hat. Flemming und Koch vermuten, dass das Mädchen vom Balkan stammte und suchen ein Areal auf, auf dem Jugendliche aus der Region hausen. Dort finden sie tatsächlich die Sachen des toten Mädchens und stellen fest, dass sie regelmäßig kleine Geldbeträge an ihren Bruder Milan nach Hause überwiesen hat. Sie benachrichtigen Milan. Er reist nach Düsseldorf und identifiziert seine Schwester, zeigt sich aber sonst nicht sonderlich kooperativ den Beamten gegenüber. Flemming und Koch bringen den jungen Mann zum Bahnhof, doch anstatt die Heimreise anzutreten schleicht er sich, von den Beamten unbemerkt, wieder aus dem Zug.
Milan beobachtet am Bahnhof osteuropäische Kinder beim Stehlen und ahnt, welches Schicksal seine Schwester ereilt hat. Er zeigt ihnen ein Foto von ihr, woraufhin sie ihm einen Hinweis auf die Unterkunft seiner Schwester geben. Dort trifft er auf die Polin Babsi. Sie erzählt ihm von Kurt und, dass sie alle Angst vor ihm haben. Während Flemming und Koch ermitteln, dass das Mädchen wahrscheinlich Modell für kinderpornographische Fotos gestanden haben könnte und wo solche Fotos vertrieben werden, ist Milan ihnen einen Schritt voraus, als Babsi ihm den Hinweis auf den Fotografen Carlo gibt, der die Fotos von seiner Schwester gemacht hatte.
Milan sucht Carlo auf und bedroht ihn mit einem Messer, um Hinweise auf die Hintermänner zu erhalten. Carlo gibt ihm falsche Hinweise. Milan droht, zurückzukommen, wenn die Hinweise nicht stimmen. Carlo informiert umgehend Kurt, während sich Milan im Haus versteckt. Kurt und Stipe suchen Carlo auf und fingieren seinen Selbstmord, damit dieser Kurt nicht verraten kann. Milan schleicht sich heimlich in Kurts Van und fährt mit ihnen zu Kurts Wohnung in einem Industriegebiet.
Unterdessen erhalten Flemming und Koch von einem Händler der Fotos einen Hinweis auf Carlo und finden diesen erhängt auf. In dem von Kurt fingierten Abschiedsbrief bezichtigt er sich selbst, das Mädchen getötet zu haben. Die Beamten finden allerdings Milans Einbruchsspuren und zweifeln an einem Selbstmord von Carlo. In der Wohnung finden sie auch Fotos von Babsi, die sie von ihrer Befragung nach dem Auffinden des toten Mädchens kennen, auf dem Dachboden findet Koch Milans Koffer, die Beamten glauben daher nicht an einen Carlos Selbstmord. Flemming und Koch suchen erneut Babsi auf, diese verweigert jedwede Kooperation, kann den Beamten entkommen und erklärt Kurts Leuten, dass sie und die anderen osteuropäischen Straßenkinder nicht mehr für Kurt arbeiten möchten. Kurt lässt aus Rache daraufhin die Behausung der Straßenkinder von einem Schlägertrupp verwüsten und Babsi entführen. Ein Arbeiter des Industriegeländes, der von dem Schlägertrupp niedergeschlagen wird, kann Kurts Van beschreiben. Koch hatte diesen dort in der Nähe auf Kurts Gelände schon einmal gesehen. Milan beobachtet unterdessen, wie Kurt und Stipe mit Babsi nach Hause kommen. In deren Abwesenheit hatte er eine Sprengfalle für Kurt im Fahrstuhl installiert. Er kann diese in letzter Minute entschärfen, wird dabei aber durch den Fahrstuhl schwer am Bein verletzt.
Flemming und Koch finden auf Kurts Gelände einen Container, in denen Frauen aus Osteuropa versteckt sind. Währenddessen misshandelt Kurt Babsi, da diese angedeutet hatte, dass jemand Kurt umbringen will und er den Namen aus ihr herausbekommen will. Von seinem arabischen Geschäftsfreund wird Kurt über den Polizeieinsatz auf seinem Gelände informiert. Kurt schickt Stipe dorthin. Kurt will gerade seinen abgerichteten Hund auf Babsi hetzen, als Milan aus der Deckung kommt und Kurt mit einem Messer bedroht. Dieser zieht jedoch eine Pistole und entwaffnet Milan.
Im Verhör durch Flemming und Koch begreift Stipe, dass Kurt ihn auf das Gelände geschickt hat, damit er verhaftet wird und Kurt somit Zeit für seine eigene Flucht gewinnen kann. Stipe entkommt den Beamten, Flemming und Koch folgen ihm zu Kurt. Sie können jedoch nicht verhindern, dass Stipe, der Kurt von der Terrasse in die Tiefe stürzen will, gehetzt von Kurts Hund gemeinsam mit Kurt in den Tod stürzt. Die Beamten befreien Babsi und Milan.

## Rezeption

### Einschaltquoten
Die Erstausstrahlung des Tatort Das Mädchen mit der Puppe am 8. April 1996 wurde in Deutschland insgesamt von 7,25 Millionen Zuschauern gesehen und erreichte damit einen Marktanteil von 22,09 %.

### Kritiken
Die Kritiker der Fernsehzeitschrift TV Spielfilm beurteilten die Folge mittelmäßig und fanden, „die Story bemüht sich arg um Glaubwürdigkeit, letztendlich vergurken es chargierende Schurken“. Ihr Resümee lautete: „Klischeehatz, bei der die Logik baden geht.“